# 渓流釣りシリーズ
『渓流釣りシリーズ』（けいりゅうつりシリーズ）は、1979年から1992年までテレビ朝日系「土曜ワイド劇場」で放送された、テレビドラマシリーズ。全7回。
タイトルは『渓流釣り殺人事件』（第1作） → 『釣部渓三郎の推理』（第2作 - 第4作） → 『渓流釣りシリーズ』（第5作 - 第7作）

## キャスト

### レギュラー
釣部渓三郎
演 - 緒形拳（第1作・第2作）、近藤正臣（第3作）、林隆三（第4作 - 第7作）
売れない推理作家。渓流釣りが趣味。朝日連峰の山中でアキと知り合う（第1作）。
上条アキ
演 - 池上季実子（第1作・第2作）、斉藤慶子（第3作・第5作 - 第7作）、浅野ゆう子（第4作）
女子大生。第1作のラストで1年間語学の勉強をするという名目で海外へ行き、第2作の一昨日に日本に帰ってくる。第1作で父親が殺害される。
大沢
演 - 大坂志郎（第1作・第2作）、高松英郎（第3作）、ケーシー高峰（第4作）、名古屋章（第5作・第6作）
北多摩警察署の警部。釣部とは憎まれ口をたたき合う間柄。
松本
演 - 小林稔侍（第1作・第2作）
大沢の部下の刑事。

### ゲスト
第1作「殺意の三面峡谷」（1979年）
- 菱川豪蔵（菱川不動産 社長） - 安部徹
- 菱川富美（菱川の妻） - 弓恵子
- 波多野夏彦（詩人） - 西田健
- 菱川奈美（菱川の娘） - 舟倉たまき
- 牧口（元暴力団員） - 片桐竜次
- 蛭川（ホスト） - 寺泉哲章
- 吉見昌子（菱川の秘書・アキの大学の先輩） - 夏樹陽子
- 洋子（ホステス） - 奈美悦子
- 上條（アキの父） - 伊豆肇
- 倉持（菱川不動産 専務） - 佐伯徹

第2作「奥多摩殺人渓谷」（1982年）
- 船岡五郎（大宝観光 社員・シズコの婚約者） - 谷隼人
- 宍戸（大宝観光 秘書課長） - 黒部進
- イクヨ（旅行社の従業員・アキの友人） - 藍とも子
- シズコ（アキの友人） - 花條まり
- カドミヒデオ（殺人容疑者） - 大谷朗
- 福田三郎（大学生） - 武見潤
- 今西（巡査） - 相馬剛三
- 羽佐間（大宝観光 常務） - 深江章喜
- 名人籠正（ビク職人） - 井上昭文
- 梅林（奥多摩警察署 警部） - 穂積隆信
- シズコの母 - 月丘千秋

第3作「殺意の北八ヶ岳」（1983年）
- 原亜夕子（CMギャル） - 風間舞子

第4作「北アルプス餓鬼岳の殺意」（1986年）
- 菊井浮子（金巻の婚約者） - 甲斐智枝美
- 金巻行雄（文江の兄） - 清水健太郎

第5作「南アルプス殺人峡谷」（1987年）
- チサト（旅館の従業員） - 三浦リカ
- マルハシ（本名はテツロウ・ナナエの兄） - 清水章吾
- ナナエ（ヤエコの娘） - 平淑恵
- ヤエコ（三木画伯の未亡人） - 中原ひとみ
- タカノ（出版社社長） - 入江正徳
- カメダ（老釣り師）- 小栗一也

第6作「殺意の朝日連峰」（1989年）
- ヒデコ（城西金属工業 社長秘書） - 中村れい子
- 赤田（城西金属工業 専務） - 渥美國泰
- 赤田つや子（赤田の後妻） - 白都真理

第7作「伊豆下田 寝姿山で待つ女」（1992年）
- 瀬川江理子（釣部に以前命を助けられた女性） - 二宮さよ子
- 野沢文子（白鳥喜一の教え子） - 七瀬なつみ
- 下田東警察署 刑事 - 菅生隆之
- 大田黒（北多摩国際大学 学長） - 入江正徳
- 白鳥由太郎（北多摩国際大学 政治学部長） - 仲谷昇
- 下田聚楽ホテル 従業員 - 金尾哲夫
- カニザワ（刑事） - 名古屋章

## スタッフ
- 原作 - 太田蘭三
- ナレーター - 小林清志（第1作）
- 脚本 - 猪又憲吾
- 音楽 - 宇崎竜童、神山純一
- 監督 - 工藤栄一、齋藤武市、小野田嘉幹、井上芳夫、鷹森立一
- 制作 - テレビ朝日、東映

## 放送日程
| 話数 | 放送日         | サブタイトル            | 原作                                | 脚本     | 監督       | 視聴率 |
| ---- | -------------- | ----------------------- | ----------------------------------- | -------- | ---------- | ------ |
| 1    | 1979年09月29日 | 殺意の三面峡谷          | 「殺意の三面峡谷―渓流釣り殺人事件」 | 猪又憲吾 | 工藤栄一   | 22.5%  |
| 2    | 1982年11月13日 | 奥多摩殺人渓谷          | 「奥多摩殺人渓谷」                  | 猪又憲吾 | 齋藤武市   | 16.5%  |
| 3    | 1983年12月24日 | 殺意の北八ヶ岳          | 「殺意の北八ヶ岳」                  | 猪又憲吾 | 小野田嘉幹 | 15.5%  |
| 4    | 1986年05月03日 | 北アルプス餓鬼岳の殺意  | 「餓鬼岳の殺意」                    | 猪又憲吾 | 井上芳夫   | 17.2%  |
| 5    | 1987年10月17日 | 南アルプス殺人峡谷      | 「南アルプス殺人峡谷」              | 猪又憲吾 | 鷹森立一   | 19.6%  |
| 6    | 1989年07月01日 | 殺意の朝日連峰          | 「殺意の朝日連峰」                  | 猪又憲吾 | 鷹森立一   | 18.6%  |
| 7    | 1992年10月31日 | 伊豆下田 寝姿山で待つ女 | 「寝姿山の告発」                    | 猪又憲吾 | 鷹森立一   | 15.2%  |